# Venerque
Venerque là một xã thuộc tỉnh Haute-Garonne trong vùng Occitanie tây nam nước Pháp. Xã này nằm ở khu vực có độ cao trung bình 312 mét trên mực nước biển.

## Đài tưởng niệm

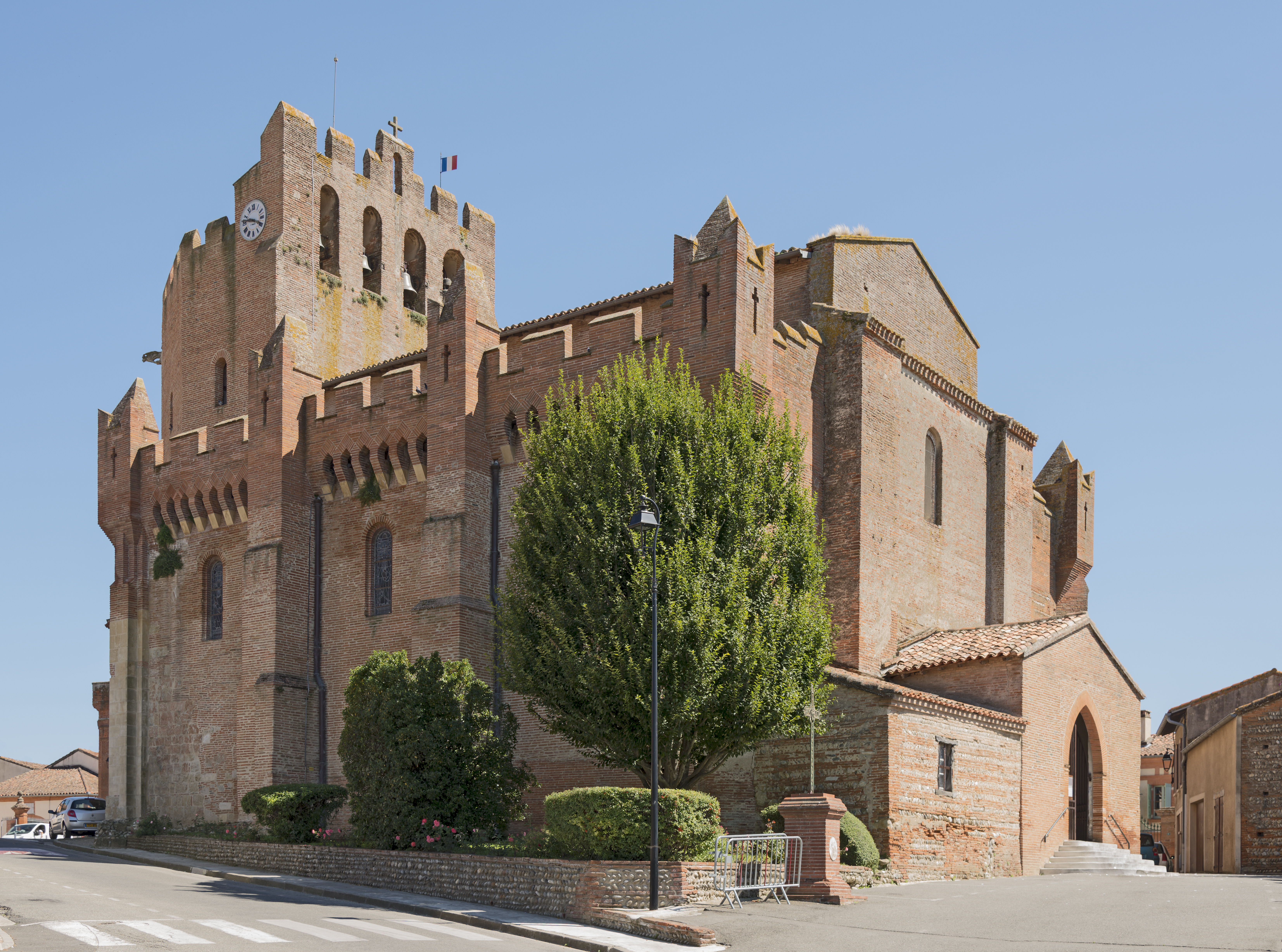
Giáo hội.
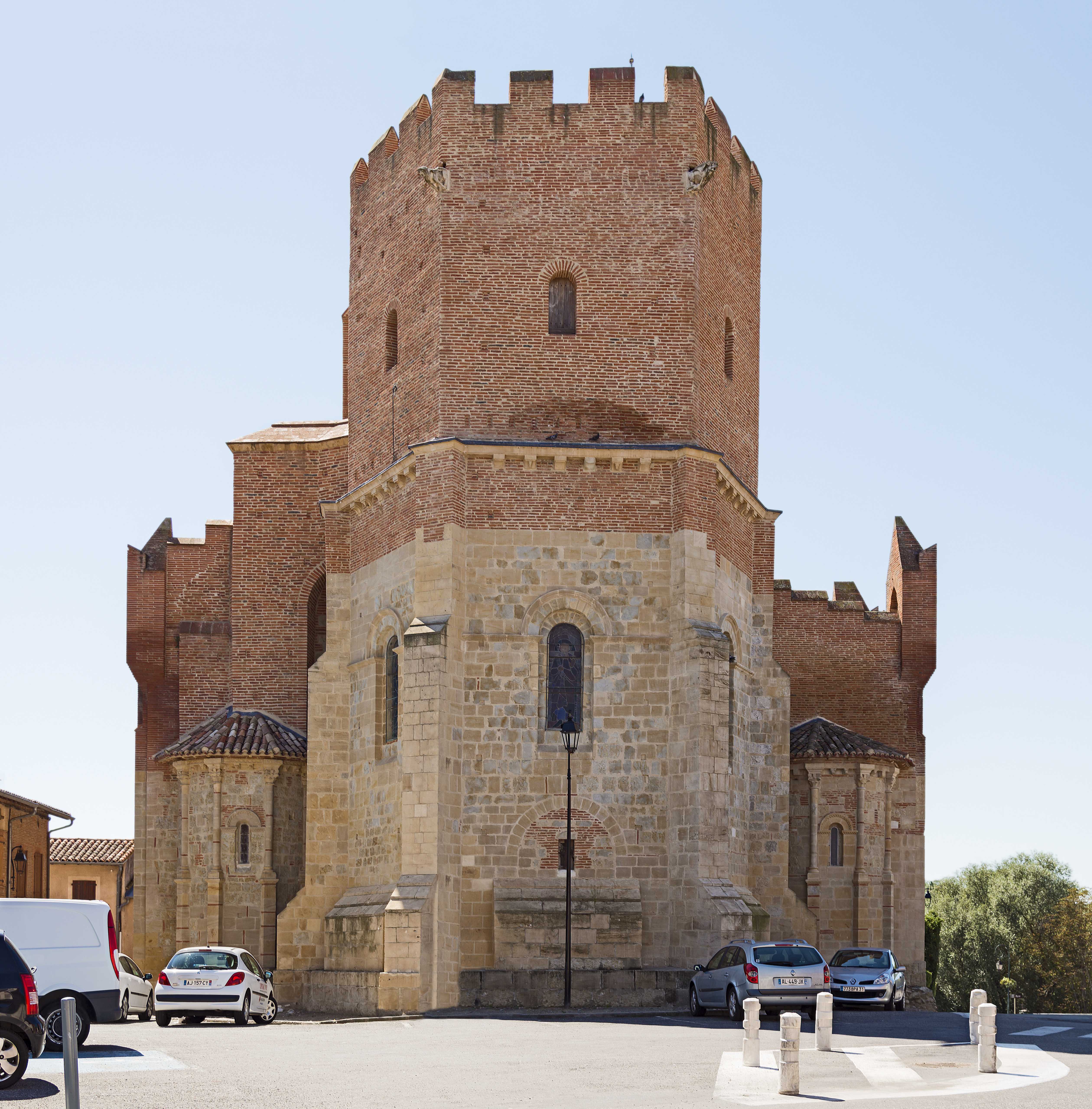
Giáo hội.
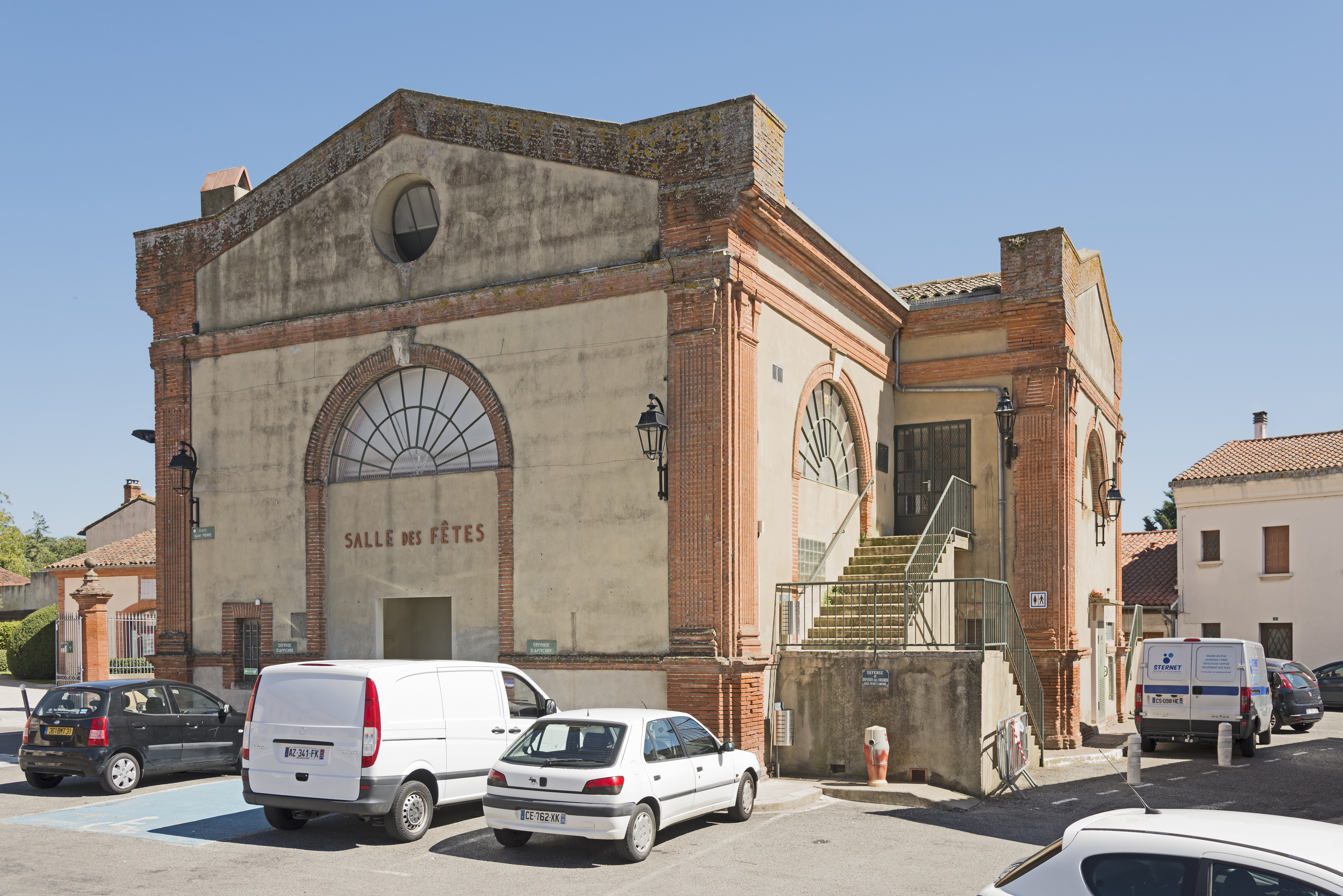
Hội trường làng.

- Tập tin:Biface Silex Venerque MHNT PRE.2009.0.194.1 Fond.jpg